# Motta Montecorvino
Motta Montecorvino – miejscowość i gmina we Włoszech, w regionie Apulia, w prowincji Foggia.
Według danych na rok 2004 gminę zamieszkiwało 955 osób, 50,3 os./km².